# 馬丁·雷德利基
馬丁·雷德利基（英語：Martin Redlicki；1995年8月24日—）是一位波兰裔美国男職業網球運動員，在2019年4月29日取得個人單打排名新高的381名，而最高雙打排名則於2019年11月25日達到187名。
他的哥哥邁克爾也是一名網球員。

## 職業生涯
雷德利基在2013年美國網球公開賽青年組與卡米尔·迈赫扎克一起參加雙打賽事，以2-0擊敗康坦·阿利斯和弗雷德里科·费雷拉·席尔瓦贏得冠軍。
2014年邁阿密大師賽，他首次參加ATP巡迴賽雙打賽事，拍擋為德顿·鲍曼，但在第一輪輸給瑞恩·哈里森和傑克·索克。
2016球季，他參加了太平洋十二校聯盟男子網球賽事代表加州大学洛杉矶分校棕熊队，賽事中他與麥肯齊·麥克唐納組成雙打拍擋擊敗得克萨斯农工大学隊的亞瑟·瑞德克內希和杰克森·威思罗，贏得NCAA男子網球冠軍賽。他在2018年再度贏得此賽事，這次雙打拍擋為朱玉麟。

## 巡迴賽決賽及冠軍

### 雙打
| 賽事          |
| ------------- |
| 大滿貫 (0)    |
| ATP大師賽 (0) |
| ATP巡迴賽 (0) |
| 挑戰賽 (2)    |

| 賽果 | 日期       | 類型   | 巡迴賽       | 地面     | 拍擋          | 對手                        | 比分          |
| ---- | ---------- | ------ | ------------ | -------- | ------------- | --------------------------- | ------------- |
| 冠軍 | 2018年8月  | 挑戰賽 | 美國列克星敦 | 硬地     | 迭戈·伊达尔戈 | 罗伯托·梅汀 杰克森·威思罗   | 6–2, 6–2      |
| 冠軍 | 2019年9月  | 挑戰賽 | 美國哥伦布   | 硬地     | 杰克森·威思罗 | 内森·帕沙 马克斯·施努尔     | 6–4, 7–6(7–4) |
| 負   | 2018年11月 | 挑戰賽 | 美國尚佩恩   | 室內硬地 | 埃文·霍伊特   | 克里斯托弗·尤班克斯 凱文·金 | 5–7, 3–6      |

## 青年組大滿貫決賽

### 雙打：1 （1冠）
| 賽果 | 年份 | 賽事 | 地面 | 拍擋            | 對手                                 | 比分     |
| ---- | ---- | ---- | ---- | --------------- | ------------------------------------ | -------- |
| 冠軍 | 2013 | 美網 | 硬地 | 卡米尔·迈赫扎克 | 康坦·阿利斯 弗雷德里科·费雷拉·席尔瓦 | 6–3, 6–4 |

## 外部連結
- 馬丁·雷德利基（英文/西班牙文）的官方資料